# 下総塚古墳
下総塚古墳（しもふさづかこふん/しもうさづかこふん）は、福島県白河市舟田（ふなだ）にある古墳。形状は前方後円墳。国の史跡に指定されている（史跡「白河舟田・本沼遺跡群」のうち）。

## 概要
| 古墳名        | 形状       | 埋葬施設   | 築造時期            |
| ------------- | ---------- | ---------- | ------------------- |
| 下総塚古墳    | 前方後円墳 | 横穴式石室 | 6世紀後半           |
| 舟田中道1号墳 | 円墳       | 横穴式石室 | 7世紀前半-7世紀中葉 |
| 谷地久保古墳  | 円墳       | 横口式石槨 | 7世紀後半-8世紀初頭 |
| 野地久保古墳  | 上円下方墳 | 横口式石槨 | 7世紀後半-8世紀初頭 |

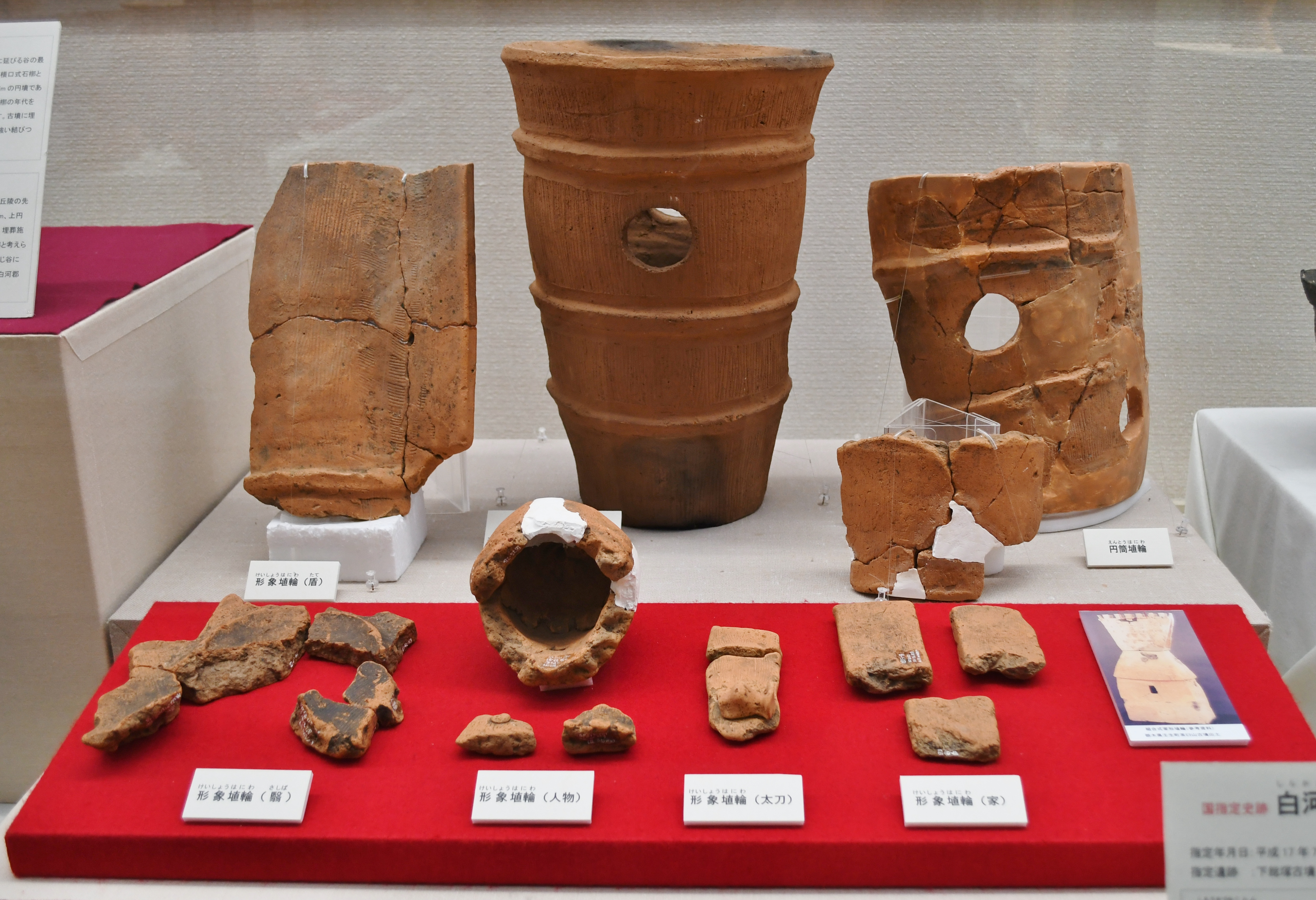
出土埴輪白河市歴史民俗資料館展示。

福島県南部、阿武隈川右岸の河岸段丘上に築造された古墳である。古くは江戸時代の『白河風土記』に記載が見える。現在までに墳丘は大きく削平を受けているほか、1932年（昭和7年）に石室測量調査が、1996年（平成8年）以降に発掘調査が実施されている。
墳形は前方後円形で、前方部を西方向に向ける。墳丘周囲には幅9-15メートル・深さ1.2メートルの周濠が巡らされ、周濠内からは円筒埴輪・形象埴輪（人物形・盾形・大刀形・翳形・家形・動物形埴輪）が検出されている。埋葬施設は横穴式石室で、南南西方向に開口した。石室内は盗掘に遭っており副葬品の大部分は失われているが、発掘調査では切子玉・ガラス玉が検出されている。
この下総塚古墳は、古墳時代後期の6世紀後半頃の築造と推定される。北西150メートルの舟田中道遺跡で検出された豪族居館（6世紀後半-7世紀前半）とともに、古代白河郡の成立直前の勢力の存在を示唆しており、『先代旧事本紀』「国造本紀」に見える白河国造との関連が推測される。また、下総塚古墳・舟田中道遺跡は北方にある終末期古墳の谷地久保古墳・野地久保古墳とともに古墳時代の白河舟田・本沼遺跡群として認知され、周辺に展開する関和久官衙遺跡（推定白河郡衙跡）・借宿廃寺跡からなる古代の白河官衙遺跡群と合わせて、白河地域の中心地を示す遺跡群の一角として重要視される古墳である。
古墳域は2015年（平成17年）に国の史跡に指定されている（史跡「白河舟田・本沼遺跡群」のうち）。

## 遺跡歴
- 文化2年（1805年）編纂の『白河風土記』に「東西二十間、南北五間、高さ二間」として記載[2]。
- 1932年（昭和7年）、石室測量調査（岩越二郎、1936年に報告）[2]。
- 1996-1997年（平成8-9年）、県営圃場整備に伴う範囲確認調査（白河市教育委員会、1997年に報告書刊行）[2]。
- 2000-2002年（平成12-14年）、整備に伴う発掘調査：第4-6次調査（白河市教育委員会、2001-2003年に報告書刊行）[2]。
- 2015年（平成17年）7月14日、国の史跡に指定（史跡「白河舟田・本沼遺跡群」のうち）[3]。

## 墳丘
墳丘の規模は次の通り。
- 墳丘長：71.8メートル - 1996-1997年の調査時点では62メートルとされた[4][2]。
- 後円部 直径：45.4メートル
- 前方部 幅：63.3メートル

墳丘の1段目は「基壇」とも呼ばれる幅広いもので、下野地域によく見られる特徴になる。
なお、かつて古墳時代後期としては東北地方で最大規模の古墳とされたが、近年では塚前古墳（いわき市、6世紀中頃）の方が上回る規模であることが判明している。

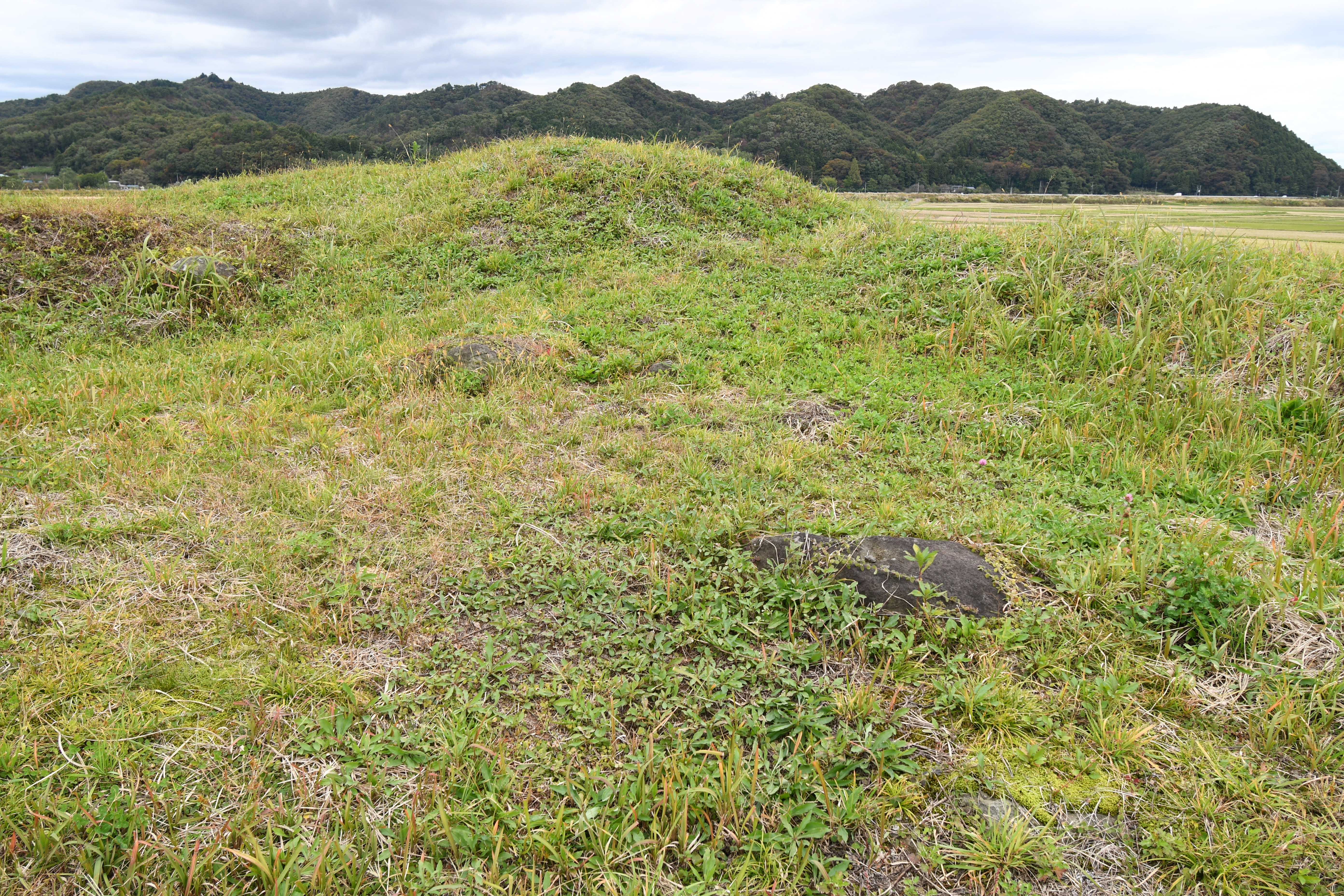
後円部墳頂
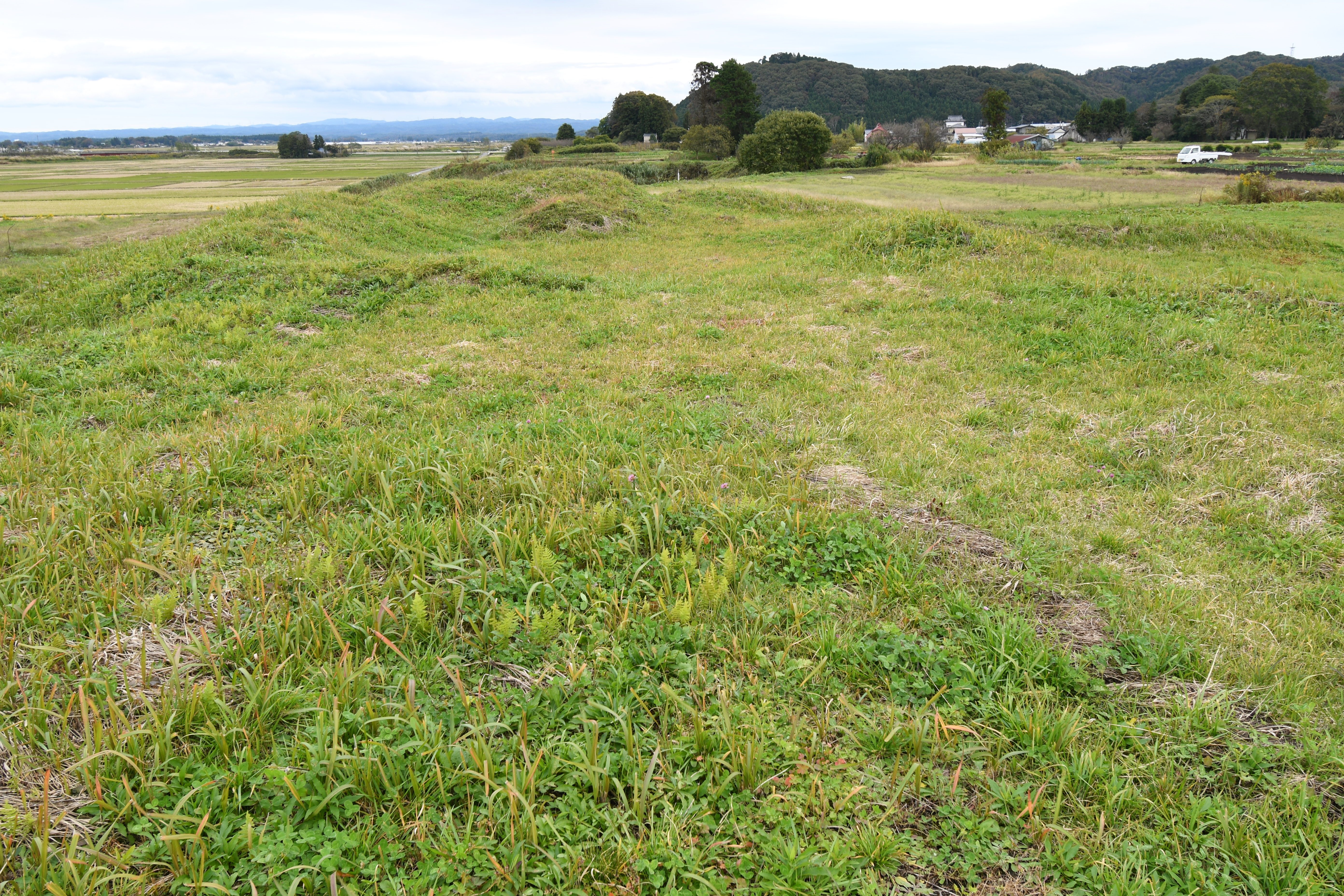
前方部から後円部を望む
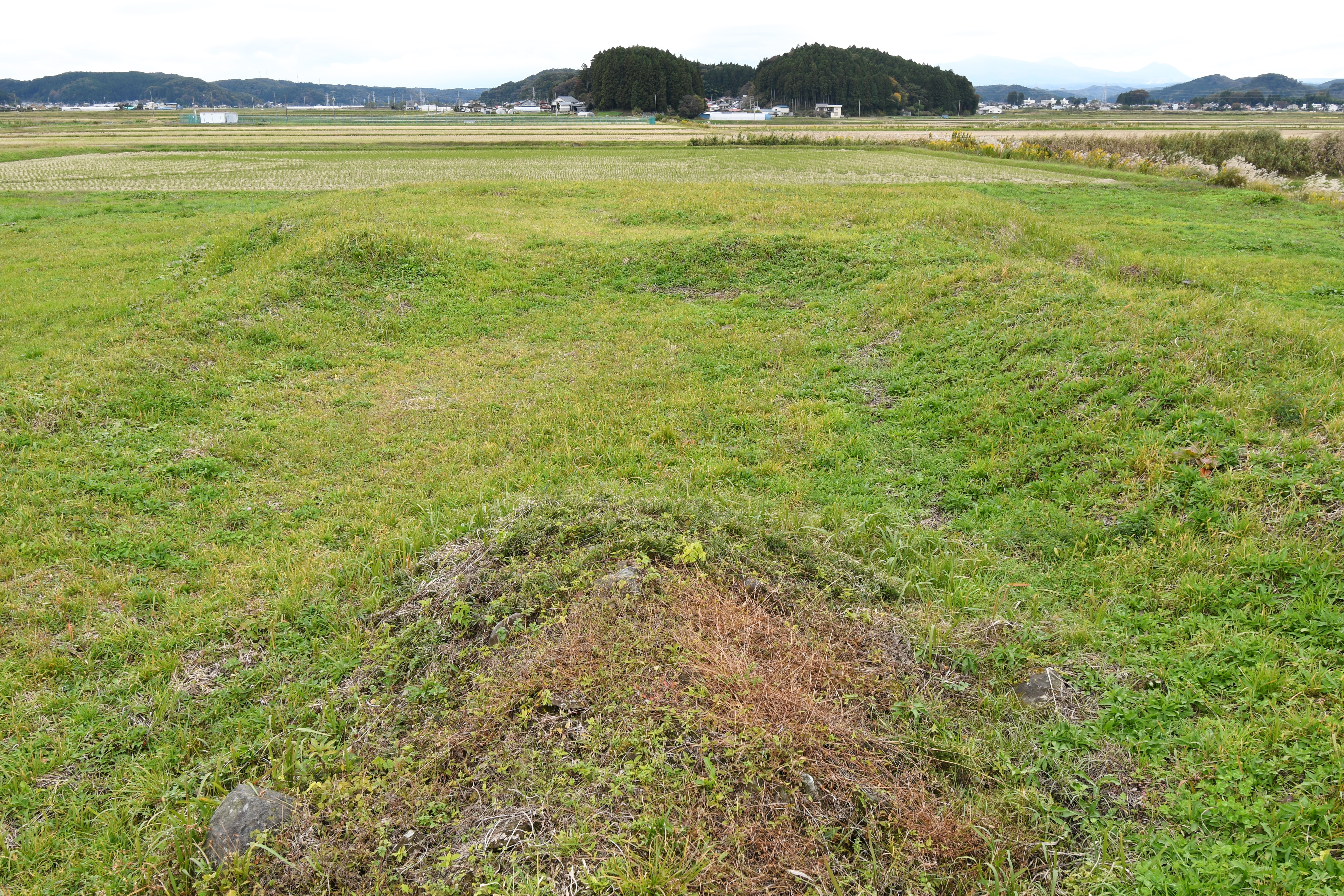
後円部から前方部を望む

## 埋葬施設

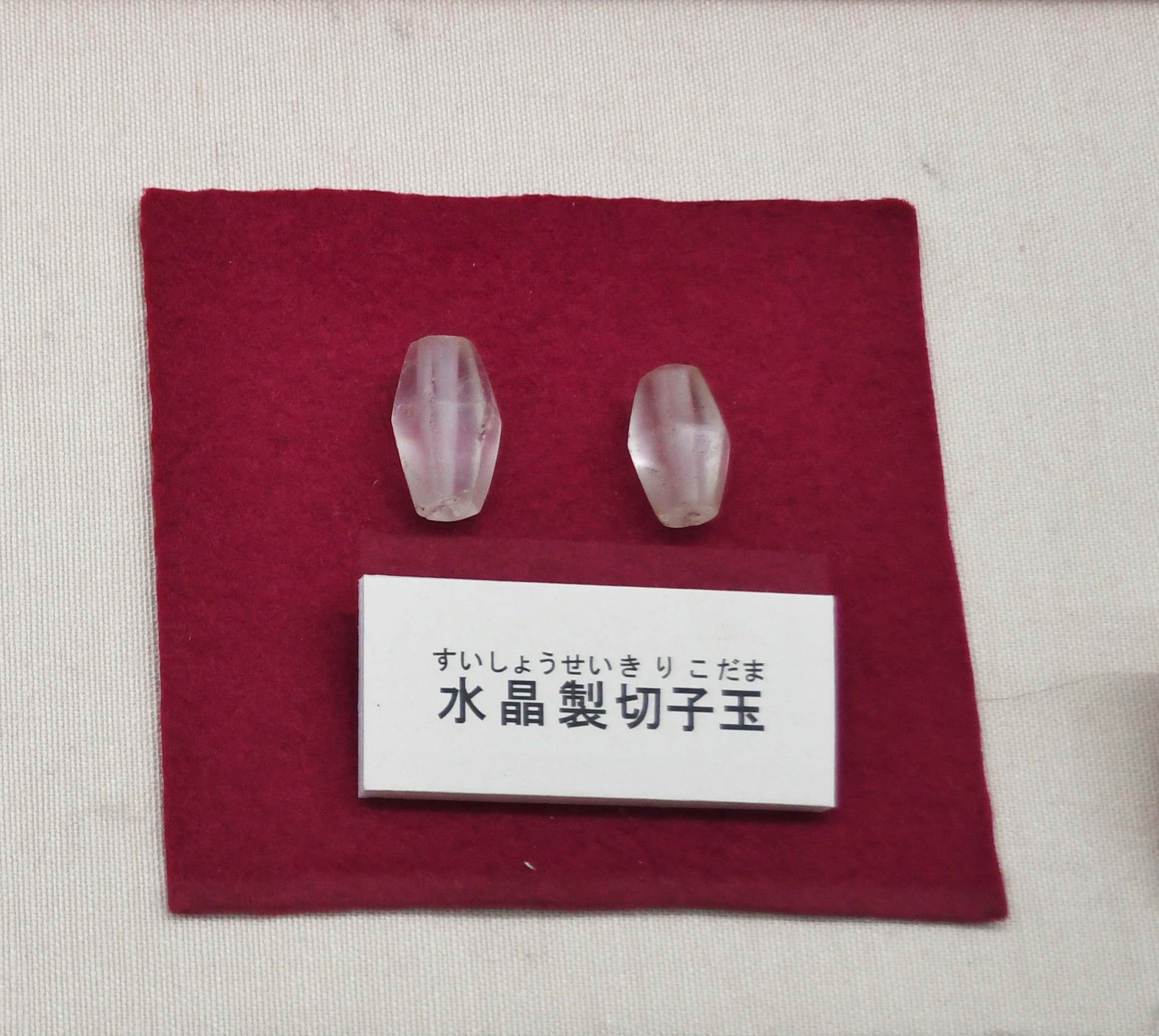
切子玉 白河市歴史民俗資料館展示。

埋葬施設としては横穴式石室が構築されており、南南西方向に開口した。石室の規模は次の通り。
- 石室全長：7.1メートル
- 幅：奥壁部1.94メートル、入り口部1.14メートル
- 高さ：奥壁2.1メートル、残存側壁1.5メートル

石室は奥壁から入り口にかけて狭くなる羽子板状の平面形を呈する。側壁の背面には10センチメートル程度の裏込め石が認められる。また、入り口付近では両側壁の間に川原石が詰まった状態で検出され、閉塞石と推定される。
石室内は盗掘に遭っているが、発掘調査では切子玉・ガラス玉が検出されている。
- 切子玉
白河市歴史民俗資料館展示。

## 関連施設
- 白河市歴史民俗資料館（白河市中田） - 下総塚古墳出土品等を保管・展示。

## 関連文献
（記事執筆に使用していない関連文献）
- 岩越二郎「西白河郡烏峠付近の遺蹟遺物に就いて（上）」『岩磐史談』第7号、岩磐郷土研究会、1936年。
- 『下総塚古墳 -市内遺跡詳細分布調査報告書-（白河市埋蔵文化財調査報告書 第20集）』白河市教育委員会、1997年。
- 『下総塚古墳発掘調査報告書 第4次調査（白河市埋蔵文化財調査報告書 第30集）』白河市教育委員会、2001年。
- 『下総塚古墳発掘調査報告書 第5次調査（白河市埋蔵文化財調査報告書 第35集）』白河市教育委員会、2002年。
- 『下総塚古墳発掘調査報告書 第6次調査（白河市埋蔵文化財調査報告書 第39集）』白河市教育委員会、2003年。
- 鈴木功『白河郡衙遺跡群 -古代東国行政の一大中心地-（日本の遺跡10）』同成社、2006年。ISBN 4886213545。
- 『史跡白河舟田・本沼遺跡群、白河官衙遺跡群保存活用計画書』白河市教育委員会、2017年。